# Ксёнж-Вельки (гмина)
Ксёнж-Вельки (пол. Książ Wielki) — сельская гмина (волость) в Польше, входит как административная единица в Мехувский повет, Малопольское воеводство. Административным центром гмины является село Ксёнж-Вельки.
Население — 5604 человека (на 2004 год).

## Демография
| Перепись                       | Всего   | Всего | Женщины | Женщины | Мужчины | Мужчины |
| ------------------------------ | ------- | ----- | ------- | ------- | ------- | ------- |
| Единицы                        | человек | %     | человек | %       | человек | %       |
| Население                      | 5604    | 100   | 2890    | 51,6    | 2714    | 48,4    |
| Плотность населения (чел./км²) | 40,7    | 40,7  | 21      | 21      | 19,7    | 19,7    |

## Сельские округа
1. Антолька
2. Бочковице
3. Велька-Весь
4. Гебултув
5. Глоговяны-Вжосы
6. Глоговяны-Стара Весь
7. Жендовице
8. Зарышин
9. Конашувка
10. Ксёнж-Вельки
11. Ксёнж-Малы
12. Ксёнж-Малы-Колёня
13. Кшешувка
14. Лазы
15. Малошув
16. Мочидло
17. Мяноцице
18. Тохолув
19. Тшонув
20. Цисе
21. Цися-Воля
22. Ченстошовице

## Соседние гмины
1. Гмина Харшница
2. Гмина Дзялошице
3. Гмина Козлув
4. Гмина Мехув
5. Гмина Слабошув
6. Гмина Водзислав